# پارگی مری
سوراخ شدن مری یا پارگی مری یا پرفوراسیون مری (به انگلیسی: Esophageal perforation) به شرایطی گفته می‌شود که بنا بر دلایلی بافت مری دچار آسیب شدید می‌گردد.

بیماری‌های یاتروژنیک ٥٦% موارد پرفوراسیون مری را تشکیل می‌دهند.

پرفوراسیونِ خودبخود، که به آن، boerhaave syndrome (سندروم بورهیو) گفته می‌شود تنها ١٥٪ و اجسام خارجی ١٤٪ و تروما ١٠٪ موارد را تشکیل می‌دهند.

در پارگی خودبخودیِ مری، به‌دلیل تأخیر در تشخیص و درمان آن، احتمال زنده ماندن بیمار ضعیف است.

## نشانگان
- درد، یک علامت مشخص و ثابت است و نشانهٔ این است که در مری پارگی رخ داده‌است. نشانگان آن عبارت‌اند از:
- تندنفسی
- تنگی نفس
- کبودی پوست
- تب
- شوک (افت فشار خون)

نمای غیرطبیعیِ رادیوگرافی سینه می‌تواند متنوع باشد؛ تشخیص ضایعه نباید بر اساس آن انجام گیرد.

## درمان
کلید اصلی برای درمان مطلوب، تشخیصِ زودهنگام است. با بستن اولیهٔ پارگی در مدت‌زمان ٢٤ ساعتِ نخستین، مناسب‌ترین پیامد برای بیماران به‌دست خواهد آمد.

مرگ‌ومیر ناشی از سندروم بورهیوِ درمان‌نشده، ١٠٠٪ است.